# Araitz
Araitz är en kommun i Spanien.   Den ligger i provinsen Provincia de Navarra och regionen Navarra, i den norra delen av landet, 300 km norr om huvudstaden Madrid. Antalet invånare är 568. Arean är 39 kvadratkilometer.
Terrängen i Araitz är kuperad åt nordost, men åt sydväst är den bergig.